# Sablé FC
Câu lạc bộ bóng đá Sablé là một câu lạc bộ bóng đá Pháp có trụ sở tại Sablé-sur-Sarthe thuộc tỉnh Sarthe.
Câu lạc bộ thi đấu tại Championnat National 3, cấp độ thứ năm của bóng đá Pháp, sau hai lần thăng hạng liên tiếp.

## Lịch sử
Câu lạc bộ bóng đá Sablé được thành lập vào năm 1986 bằng cách sáp nhập ba câu lạc bộ: Sabolienne Star do Gérard Nais quản lý; Association Sportive de Sable do Maurice Pottier (1928-2003) quản lý; và Sable-Relax.